# 江名港
江名港（えなこう）は、福島県いわき市江名にある地方港湾である。いわき市中部、平地区と小名浜地区の境である合磯岬の南側にある南東側に開いた入り江に位置する。
船溜まりに適した地形のため江戸時代より湯長谷藩の積出港として利用されていた。明治時代にはすでに当時の江名村には115艘の漁船があり、周辺の漁村と比べても規模が大きかった。以後本格的に港湾整備が行われ、1928年に第1期修築工事が竣工する。県内でも早期に漁船の近代化が行われ、北洋漁業の一大拠点として発展したが、200海里漁業水域の設定により衰退し、現在は沿岸・沖合漁業の基地として機能している。

## 沿革
- 1909年～1911年 - 修築工事に向けた実地調査が行われる。
- 1915年 - 江名町議会の議決を経て福島県に工事費の補助を申請。
- 1921年 - 護岸整備・埋立工事が起工される。
- 1924年 - 県下初の機船底曳網漁船が導入される。
- 1928年 - 第1期修築工事が竣工する。
- 1930年代 - 母船式サケ・マス漁独航船が出港し始める。
- 1936年 - 県支弁港に指定される。
- 1940年7月 - 地方港湾に指定される。
- 1941年 - 防波堤構築工事が竣工する。
- 1952年8月1日 - 港湾法改正により再度地方港湾に指定される。
- 1952年9月11日 - 江名港の港湾区域が告示される。
- 1958年頃 - 江名漁業協同組合により魚市場が開設される。
- 1976年 - 200海里漁業専管水域が設定され、以後遠洋漁業の衰退が起こる。
- 1983年 - 江名港の港湾区域の変更が告示される。
- 1989年 - 江名漁業協同組合が江名地方卸売市場魚市場業務から撤退する。以後株式会社江名魚市場が卸売業務を引き継ぐ。
- 1991年 - 魚市場で朝市が開催され始める。
- 2003年 - 江名港の港湾区域が再度変更され告示される。
- 2007年7月 - 沼ノ内漁港の水揚げ撤退により、魚市場が廃止される。
- 2011年3月11日 - 東日本大震災に伴う津波により被災する。

出典:

## 漁業種別
- 沖合底引網漁
  - キチジ
  - カレイ[3]

## 周辺
- 福島県道15号小名浜四倉線
- 福島県道48号江名常磐線 - 現行道路法下での県道路線認定当初は「常磐江名港線」であった。
- 合磯岬
- 新常磐交通江名バス停